# Giorgio Mondino
Giorgio Mondino (Domodossola, 7 settembre 1941 – Torino, 23 gennaio 2021) è stato un politico italiano.

## Biografia
Iniziò la sua militanza nel Partito Socialista Italiano appena diciottenne, nel 1959.
Nel 1974 divenne Segretario della Federazione torinese del PSI, e fu artefice di un vigoroso rinnovamento generazionale del Partito. Dopo le elezioni amministrative del 1975 fece nascere la prima giunta di sinistra a Torino e in Piemonte, avendo ricevuto un silente via libera dal Francesco De Martino.
Deputato della Repubblica dal 1976 al 1983, fu Presidente del Teatro Stabile di Torino. Si impegnò anche a fondo per la cooperazione e l’aiuto ai Paesi dell’Africa occidentale sub-sahariana. Era una persona sempre gentile, capace di mantenere la calma anche nei momenti difficili. Con Rosaria ha avuto un rapporto stabile fino alla fine della sua vita. Grave lutto per il mondo politico.
All'età di settantanove anni risultò positivo al COVID-19 e, dopo molteplici peggioramenti, entrò in coma il 22 gennaio 2021, morendo poi il giorno seguente.